# Prodasineura quadristigma
Prodasineura quadristigma är en trollsländeart som beskrevs av Maurits Anne Lieftinck 1951. Prodasineura quadristigma ingår i släktet Prodasineura och familjen Protoneuridae. Inga underarter finns listade i Catalogue of Life.